# Lee Jae-myung
Lee Jae-myung (koreansk: 이재명; født 8. december 1963) er en sydkoreansk politiker som har været Sydkoreas præsident siden 4. juni 2025.